# Dunja Jadek Pensa
Dunja Jadek Pensa, slovenska pravnica in sodnica, * 1959, Ljubljana.
Leta 1983 je diplomirala na Pravni fakulteti v Ljubljani in leta 1987 opravila pravosodni izpit. Leta 1988 je magistrirala in leta 2007 doktorirala iz pravnih znanosti. Leta 1995 je bila izvoljena na mesto okrožne sodnice, dve leti za tem na mesto višje sodnice in leta 2004 za mesto višje sodnice-svetnice, leta 2008 pa je postala vrhovna sodnica.
15. julija 2011 je bila v Državnem zboru Republike Slovenije izvoljena za ustavno sodnico in istega dne začela svoj mandat. Ta je bil podaljšan za dobri dve leti, saj Državni zbor Republike Slovenije trikrat ni izvolil kandidatov za njenega naslednika. Uspešno je bil izvoljen šele četrti kandidat, Rok Svetlič, ki so ga poslanci potrdili 10. novembra 2021.
Njen mož je odvetnik Pavle Pensa, brat pa Srečo Jadek, odvetnik, specializiran za področje gospodarskega prava.